# Ercheia alikangensis
Ercheia alikangensis là một loài bướm đêm trong họ Noctuidae.